# Bartalis Ágoston
Bartalis Ágoston (Csíkkarcfalva, 1866. november 18. – Csíktaploca, 1935. január 31.) magyar jogász, közgazdász, szociográfus.

## Életútja
Jogot végzett Kolozsvárt, majd Csík vármegye szolgálatában közigazgatási pályára lépett; 1918-ban mint főszolgabíró vonult nyugdíjba, de folytatta közéleti munkásságát. A Csík megyei Gazdasági Egylet újjászervezője, a szövetkezeti mozgalom megindítója; a székelyföldi tízesek ismertetésével elnyerte a Milleker Rezső földrajztudós (Debrecen) alapította pályadíját. Jelentős szociográfiai munkája a Csíki Lapokban folytatásokban megjelent Csík-Menaság székelyei című „emlékirat” (önálló kötetben Segítsünk a székelyeken : Csík-Menaság székelyei c. alatt jelent meg, Budapest, 1901), melyben rámutat az eladósodás, a kivándorlás kérdéseire, s a bajok orvoslására hosszú lejáratú amortizációs kölcsönök nyújtását javasolja. Tanulmányát újraközölte Egyed Ákos A megindult falu c. összeállításában (1970). Ugyanezzel a kérdéssel foglalkozott A csíki székelység alapvető kérdései – Mit adjon a város a falunak című munkájában (Csíkszereda, 1931).